# Окулярник жовтий
Окулярник жовтий (Zosterops flavus) — вид горобцеподібних птахів родини окулярникових (Zosteropidae). Ендемік Індонезії.

## Поширення і екологія
Жовті окулярники мешкають на Яві та на півдні Калімантану. Вони живуть в рівнинних тропічних лісах, мангрових лісах і чагарникових заростях.

## Збереження
МСОП класифікує цей вид як такий, що знаходиться під загрозою зникнення. Популяція птахів є значно фрагментованою, а самі жовті окулярники масово виловлюються з метою продажу на пташиних ринках. В багатьох місцях, де жовті окулярники раніше були поширені, вони повністю зникли.